# SNR G272.2-03.2
SNR G272.2-03.2, también llamado G272.2-3.2, es un resto de supernova situado en la constelación de Vela. Fue identificado como resto de supernova en un estudio de rayos X llevado a cabo en 1993 por el observatorio ROSAT.

## Morfología
La morfología de SNR G272.2-03.2 en rayos X es casi circular con un diámetro de aproximadamente 15 minutos de arco. Utilizando una combinación de datos de los observatorios ROSAT y ASCA, se aprecia que este resto de supernova tiene una morfología iluminada desde el centro y dominada por la componente térmica. Por ello, ha sido catalogado como un resto de supernova de morfología «compuesta térmica».
Además, con el satélite Suzaku se han detectado sobreabundancias de silicio, azufre, calcio, hierro y níquel, lo que indica que la emisión de rayos X procede de material eyectado. Las abundancias relativas encontradas en la región central sugieren que SNR G272.2-03.2 se originó a partir de la explosión de una supernova de tipo Ia.
Observaciones en el espectro visible muestran una tenue nebulosidad cerca del centro y un extenso componente en la parte oeste del objeto. En radiofrecuencias apenas se distingue una emisión difusa circular de brillo superficial bajo, no existiendo evidencia clara de una morfología similar a una cáscara o concha.
Además de la emisión difusa, se advierten cuatro «manchas», tres de las cuales se correlacionan bien con filamentos visibles en el espectro óptico.

## Edad y distancia
Los estudios más recientes otorgan una edad de 7500 (+3800, -3300) años para SNR G272.2-03.2, valor comparable a los 6000 años estimados por los filamentos ópticos y por una anti-correlación tentativa entre las características de rayos X y radio.
Por otro lado, este resto de supernova se encuentra a una distancia de 2000 - 3000 pársecs de la Tierra.